# Val des Bécasses
Val des Bécasses (en néerlandais : Snippenddal) est une rue bruxelloise sans issue de la commune de Woluwe-Saint-Pierre qui débute avenue Yvan Lutens sur une longueur totale de 260 mètres.

## Historique et description
Le Val des Bécasses est une petite voie sans issue composée de villas modernes entourées de verdure.